# Municipio de Griggs (Arkansas)
El municipio de Griggs (en inglés: Griggs Township) es un municipio ubicado en el condado de St. Francis en el estado estadounidense de Arkansas. En el año 2010 tenía una población de 746 habitantes y una densidad poblacional de 2,98 personas por km².

## Geografía
El municipio de Griggs se encuentra ubicado en las coordenadas 35°4′22″N 90°36′42″O / 35.07278, -90.61167. Según la Oficina del Censo de los Estados Unidos, el municipio tiene una superficie total de 250.48 km², de la cual 245.32 km² corresponden a tierra firme y (2.06%) 5.15 km² es agua.

## Demografía
Según el censo de 2010, había 746 personas residiendo en el municipio de Griggs. La densidad de población era de 2,98 hab./km². De los 746 habitantes, el municipio de Griggs estaba compuesto por el 46.38% blancos, el 50.8% eran afroamericanos, el 0.13% eran amerindios, el 0.13% eran asiáticos, el 0.13% eran isleños del Pacífico, el 1.34% eran de otras razas y el 1.07% pertenecían a dos o más razas. Del total de la población el 3.89% eran hispanos o latinos de cualquier raza.